# Castellare-di-Mercurio
Castellare-di-Mercurio (kors. U Castellà di Mercuriu) – miejscowość i gmina we Francji, w regionie Korsyka, w departamencie Górna Korsyka.
Według danych na rok 1990 gminę zamieszkiwało 29 osób, a gęstość zaludnienia wynosiła 5 osób/km².